# Epedanulus
Epedanulus is een geslacht van hooiwagens uit de familie Epedanidae.
De wetenschappelijke naam Epedanulus is voor het eerst geldig gepubliceerd door Roewer in 1913. 

## Soorten
Epedanulus is monotypisch en omvat slechts de volgende soort:
- Epedanulus sarasinorum